# UAE Tour 2023
L'UAE Tour 2023 fou la cinquena edició de l'UAE Tour. La cursa es disputà entre el 20 i el 26 de febrer, amb un recorregut de 1.028,3 km, dividits en set etapes. La cursa formà part de l'UCI World Tour 2023.
El vencedor final fou el belga Remco Evenepoel (Soudal Quick-Step), que s'imposà per gairebé un minut a Luke Plapp (Ineos Grenadiers). Adam Yates (UAE Team Emirates) completà el podi.

## Equips participants
Vint equips prendran part a la cursa: setze WorldTeams i quatre UCI ProTeams.
| WorldTeams (16)- AG2R Citroën Team - Alpecin-Deceuninck - Astana Qazaqstan Team - Bahrain Victorious - Bora-Hansgrohe - EF Education-EasyPost - Groupama-FDJ - Ineos Grenadiers - Intermarché-Circus-Wanty - Jumbo-Visma - Movistar Team - Soudal Quick-Step - Team Jayco AlUla - Team DSM - Trek-Segafredo - UAE Team Emirates ProTeams (4)- Israel-Premier Tech - Lotto Dstny - Green Project-Bardiani CSF-Faizanè - Tudor Pro Cycling Team |
| |

## Etapes
| Etapa    | Data      | Ciutats d'etapa                                      | type                      | Distància (km) | Vencedor de l'etapa        | Líder de la general |
| -------- | --------- | ---------------------------------------------------- | ------------------------- | -------------- | -------------------------- | ------------------- |
| 1a etapa | 20 de feb | Castell d'Al Dhafra – Al Mirfa                       | etapa plana               | 151            | Tim Merlier                | Tim Merlier         |
| 2a etapa | 21 de feb | Khalifa Port – Khalifa Port                          | contrarellotge per equips | 17,3           | Soudal Quick-Step          | Lucas Plapp         |
| 3a etapa | 22 de feb | Fujairah – Jabal Bil Ays                             | etapa de muntanya         | 185            | Einer Rubio                | Remco Evenepoel     |
| 4a etapa | 23 de feb | Al-Shindaga – Dubai                                  | etapa plana               | 174            | Sebastián Molano Benavides | Remco Evenepoel     |
| 5a etapa | 24 de feb | Al Marjan Island – Umm al-Qaiwain                    | etapa plana               | 170            | Dylan Groenewegen          | Remco Evenepoel     |
| 6a etapa | 25 de feb | Warner Bros. World Abu Dhabi – Escullera d'Abu Dhabi | etapa plana               | 166            | Tim Merlier                | Remco Evenepoel     |
| 7a etapa | 26 de feb | Estadi Hazza bin Zayed – Jebel Hafeet                | etapa de muntanya         | 153            | Adam Yates                 | Remco Evenepoel     |

### Etapa 1
| \| Classificació de l'etapa \| Classificació de l'etapa \| Classificació de l'etapa \| Classificació de l'etapa \| Classificació de l'etapa \| \| Corredor \| Corredor \| Equip \| Temps \| \| \| ------------------------ \| ----------------------------- \| ------------------------ \| ------------------------ \| ------------------------ \| \| 1r \| Tim Merlier \| Soudal Quick-Step \| 3h 17' 35" \| \| \| 2n \| Caleb Ewan \| Lotto Dstny \| + 0" \| \| \| 3r \| Mark Cavendish \| Astana Qazaqstan Team \| + 0" \| \| \| 4t \| Olav Kooij \| Jumbo-Visma \| + 0" \| \| \| 5è \| Nikias Arndt \| Bahrain Victorious \| + 0" \| \| \| 6è \| Phil Bauhaus \| Bahrain Victorious \| + 0" \| \| \| 7è \| Lucas Plapp \| Ineos Grenadiers \| + 0" \| \| \| 8è \| Remco Evenepoel \| Soudal Quick-Step \| + 0" \| \| \| 9è \| Peio Bilbao López de Armentia \| Bahrain Victorious \| + 0" \| \| \| 10è \| Cees Bol \| Astana Qazaqstan Team \| + 0" \| \| |                               |                       |            |
| |                               |                       |            |
| Font: ProCyclingStats |                               |                       |            |
| Classificació de l'etapa |                               |                       |            |
| Corredor | Corredor                      | Equip                 | Temps      |
| 1r | Tim Merlier                   | Soudal Quick-Step     | 3h 17' 35" |
| 2n | Caleb Ewan                    | Lotto Dstny           | + 0"       |
| 3r | Mark Cavendish                | Astana Qazaqstan Team | + 0"       |
| 4t | Olav Kooij                    | Jumbo-Visma           | + 0"       |
| 5è | Nikias Arndt                  | Bahrain Victorious    | + 0"       |
| 6è | Phil Bauhaus                  | Bahrain Victorious    | + 0"       |
| 7è | Lucas Plapp                   | Ineos Grenadiers      | + 0"       |
| 8è | Remco Evenepoel               | Soudal Quick-Step     | + 0"       |
| 9è | Peio Bilbao López de Armentia | Bahrain Victorious    | + 0"       |
| 10è | Cees Bol                      | Astana Qazaqstan Team | + 0"       |

| \| Classificació general \| Classificació general \| Classificació general \| Classificació general \| Classificació general \| \| Corredor \| Corredor \| Equip \| Temps \| \| \| --------------------- \| ----------------------------- \| --------------------- \| --------------------- \| --------------------- \| \| 1r \| Tim Merlier \| Soudal Quick-Step \| 3h 17' 35" \| \| \| 2n \| Caleb Ewan \| Lotto Dstny \| + 4" \| \| \| 3r \| Lucas Plapp \| Ineos Grenadiers \| + 5" \| \| \| 4t \| Mark Cavendish \| Astana Qazaqstan Team \| + 6" \| \| \| 5è \| Nikias Arndt \| Bahrain Victorious \| + 7" \| \| \| 6è \| Remco Evenepoel \| Soudal Quick-Step \| + 8" \| \| \| 7è \| Peio Bilbao López de Armentia \| Bahrain Victorious \| + 8" \| \| \| 8è \| Olav Kooij \| Jumbo-Visma \| + 10" \| \| \| 9è \| Phil Bauhaus \| Bahrain Victorious \| + 10" \| \| \| 10è \| Cees Bol \| Astana Qazaqstan Team \| + 10" \| \| |                               |                       |            |
| |                               |                       |            |
| Font: ProCyclingStats |                               |                       |            |
| Classificació general |                               |                       |            |
| Corredor | Corredor                      | Equip                 | Temps      |
| 1r | Tim Merlier                   | Soudal Quick-Step     | 3h 17' 35" |
| 2n | Caleb Ewan                    | Lotto Dstny           | + 4"       |
| 3r | Lucas Plapp                   | Ineos Grenadiers      | + 5"       |
| 4t | Mark Cavendish                | Astana Qazaqstan Team | + 6"       |
| 5è | Nikias Arndt                  | Bahrain Victorious    | + 7"       |
| 6è | Remco Evenepoel               | Soudal Quick-Step     | + 8"       |
| 7è | Peio Bilbao López de Armentia | Bahrain Victorious    | + 8"       |
| 8è | Olav Kooij                    | Jumbo-Visma           | + 10"      |
| 9è | Phil Bauhaus                  | Bahrain Victorious    | + 10"      |
| 10è | Cees Bol                      | Astana Qazaqstan Team | + 10"      |

### Etapa 2
| \| Classificació de l'etapa \| Classificació de l'etapa \| Classificació de l'etapa \| Classificació de l'etapa \| Classificació de l'etapa \| Classificació de l'etapa \| \| Equip \| Equip \| Temps \| Diferència de temps \| Velocitat \| \| \| ------------------------ \| ------------------------ \| ------------------------ \| ------------------------ \| ------------------------ \| ------------------------ \| \| 1r \| Soudal Quick-Step \| 18' 17" \| \| 56.773 km/h \| \| \| 2n \| EF Education-EasyPost \| 18' 18" \| + 1" \| 56.721 km/h \| \| \| 3r \| Ineos Grenadiers \| 18' 20" \| + 3" \| 56.618 km/h \| \| \| 4t \| Bahrain Victorious \| 18' 21" \| + 4" \| 56.567 km/h \| \| \| 5è \| Team Jayco AlUla \| 18' 22" \| + 5" \| 56.515 km/h \| \| \| 6è \| Team DSM \| 18' 27" \| + 10" \| 56.260 km/h \| \| \| 7è \| Bora-Hansgrohe \| 18' 32" \| + 15" \| 56.007 km/h \| \| \| 8è \| UAE Team Emirates \| 18' 33" \| + 16" \| 55.957 km/h \| \| \| 9è \| Astana Qazaqstan Team \| 18' 34" \| + 17" \| 55.907 km/h \| \| \| 10è \| Trek-Segafredo \| 18' 36" \| + 19" \| 55.806 km/h \| \| |                       |         |                     |             |
| |                       |         |                     |             |
| Font: ProCyclingStats |                       |         |                     |             |
| Classificació de l'etapa |                       |         |                     |             |
| Equip | Equip                 | Temps   | Diferència de temps | Velocitat   |
| 1r | Soudal Quick-Step     | 18' 17" |                     | 56.773 km/h |
| 2n | EF Education-EasyPost | 18' 18" | + 1"                | 56.721 km/h |
| 3r | Ineos Grenadiers      | 18' 20" | + 3"                | 56.618 km/h |
| 4t | Bahrain Victorious    | 18' 21" | + 4"                | 56.567 km/h |
| 5è | Team Jayco AlUla      | 18' 22" | + 5"                | 56.515 km/h |
| 6è | Team DSM              | 18' 27" | + 10"               | 56.260 km/h |
| 7è | Bora-Hansgrohe        | 18' 32" | + 15"               | 56.007 km/h |
| 8è | UAE Team Emirates     | 18' 33" | + 16"               | 55.957 km/h |
| 9è | Astana Qazaqstan Team | 18' 34" | + 17"               | 55.907 km/h |
| 10è | Trek-Segafredo        | 18' 36" | + 19"               | 55.806 km/h |

| \| Classificació general \| Classificació general \| Classificació general \| Classificació general \| Classificació general \| \| Corredor \| Corredor \| Equip \| Temps \| \| \| --------------------- \| ----------------------------- \| --------------------- \| --------------------- \| --------------------- \| \| 1r \| Lucas Plapp \| Ineos Grenadiers \| 3h 35' 50" \| \| \| 2n \| Remco Evenepoel \| Soudal Quick-Step \| + 0" \| \| \| 3r \| Nikias Arndt \| Bahrain Victorious \| + 3" \| \| \| 4t \| Peio Bilbao López de Armentia \| Bahrain Victorious \| + 4" \| \| \| 5è \| Mark Cavendish \| Astana Qazaqstan Team \| + 15" \| \| \| 6è \| Cees Bol \| Astana Qazaqstan Team \| + 21" \| \| \| 7è \| Olav Kooij \| Jumbo-Visma \| + 23" \| \| \| 8è \| Bert Van Lerberghe \| Soudal Quick-Step \| + 29" \| \| \| 9è \| Tim Merlier \| Soudal Quick-Step \| + 30" \| \| \| 10è \| Jarrad Drizners \| Lotto Dstny \| + 50" \| \| |                               |                       |            |
| |                               |                       |            |
| Font: ProCyclingStats |                               |                       |            |
| Classificació general |                               |                       |            |
| Corredor | Corredor                      | Equip                 | Temps      |
| 1r | Lucas Plapp                   | Ineos Grenadiers      | 3h 35' 50" |
| 2n | Remco Evenepoel               | Soudal Quick-Step     | + 0"       |
| 3r | Nikias Arndt                  | Bahrain Victorious    | + 3"       |
| 4t | Peio Bilbao López de Armentia | Bahrain Victorious    | + 4"       |
| 5è | Mark Cavendish                | Astana Qazaqstan Team | + 15"      |
| 6è | Cees Bol                      | Astana Qazaqstan Team | + 21"      |
| 7è | Olav Kooij                    | Jumbo-Visma           | + 23"      |
| 8è | Bert Van Lerberghe            | Soudal Quick-Step     | + 29"      |
| 9è | Tim Merlier                   | Soudal Quick-Step     | + 30"      |
| 10è | Jarrad Drizners               | Lotto Dstny           | + 50"      |

### Etapa 3
| \| Classificació de l'etapa \| Classificació de l'etapa \| Classificació de l'etapa \| Classificació de l'etapa \| Classificació de l'etapa \| \| Corredor \| Corredor \| Equip \| Temps \| \| \| ------------------------ \| ------------------------ \| ------------------------ \| ------------------------ \| ------------------------ \| \| 1r \| Einer Rubio \| Movistar Team \| 4h 54' 24" \| \| \| 2n \| Remco Evenepoel \| Soudal Quick-Step \| + 14" \| \| \| 3r \| Adam Yates \| UAE Team Emirates \| + 15" \| \| \| 4t \| Aleksei Lutsenko \| Astana Qazaqstan Team \| + 15" \| \| \| 5è \| Lucas Plapp \| Ineos Grenadiers \| + 15" \| \| \| 6è \| Harm Vanhoucke \| Team DSM \| + 15" \| \| \| 7è \| Thomas Gloag \| Jumbo-Visma \| + 15" \| \| \| 8è \| Andreas Leknessund \| Team DSM \| + 15" \| \| \| 9è \| Sepp Kuss \| Jumbo-Visma \| + 15" \| \| \| 10è \| Ben Zwiehoff \| Bora-Hansgrohe \| + 15" \| \| |                    |                       |            |
| |                    |                       |            |
| Font: ProCyclingStats |                    |                       |            |
| Classificació de l'etapa |                    |                       |            |
| Corredor | Corredor           | Equip                 | Temps      |
| 1r | Einer Rubio        | Movistar Team         | 4h 54' 24" |
| 2n | Remco Evenepoel    | Soudal Quick-Step     | + 14"      |
| 3r | Adam Yates         | UAE Team Emirates     | + 15"      |
| 4t | Aleksei Lutsenko   | Astana Qazaqstan Team | + 15"      |
| 5è | Lucas Plapp        | Ineos Grenadiers      | + 15"      |
| 6è | Harm Vanhoucke     | Team DSM              | + 15"      |
| 7è | Thomas Gloag       | Jumbo-Visma           | + 15"      |
| 8è | Andreas Leknessund | Team DSM              | + 15"      |
| 9è | Sepp Kuss          | Jumbo-Visma           | + 15"      |
| 10è | Ben Zwiehoff       | Bora-Hansgrohe        | + 15"      |

| \| Classificació general \| Classificació general \| Classificació general \| Classificació general \| Classificació general \| \| Corredor \| Corredor \| Equip \| Temps \| \| \| --------------------- \| ----------------------------- \| --------------------- \| --------------------- \| --------------------- \| \| 1r \| Remco Evenepoel \| Soudal Quick-Step \| 8h 54' 22" \| \| \| 2n \| Lucas Plapp \| Ineos Grenadiers \| + 7" \| \| \| 3r \| Peio Bilbao López de Armentia \| Bahrain Victorious \| + 11" \| \| \| 4t \| Stefan de Bod \| EF Education-EasyPost \| + 1' 01" \| \| \| 5è \| Wout Poels \| Bahrain Victorious \| + 1' 04" \| \| \| 6è \| Harm Vanhoucke \| Team DSM \| + 1' 10" \| \| \| 7è \| Andreas Leknessund \| Team DSM \| + 1' 10" \| \| \| 8è \| Einer Rubio \| Movistar Team \| + 1' 11" \| \| \| 9è \| Georg Steinhauser \| EF Education-EasyPost \| + 1' 11" \| \| \| 10è \| Adam Yates \| UAE Team Emirates \| + 1' 12" \| \| |                               |                       |            |
| |                               |                       |            |
| Font: ProCyclingStats |                               |                       |            |
| Classificació general |                               |                       |            |
| Corredor | Corredor                      | Equip                 | Temps      |
| 1r | Remco Evenepoel               | Soudal Quick-Step     | 8h 54' 22" |
| 2n | Lucas Plapp                   | Ineos Grenadiers      | + 7"       |
| 3r | Peio Bilbao López de Armentia | Bahrain Victorious    | + 11"      |
| 4t | Stefan de Bod                 | EF Education-EasyPost | + 1' 01"   |
| 5è | Wout Poels                    | Bahrain Victorious    | + 1' 04"   |
| 6è | Harm Vanhoucke                | Team DSM              | + 1' 10"   |
| 7è | Andreas Leknessund            | Team DSM              | + 1' 10"   |
| 8è | Einer Rubio                   | Movistar Team         | + 1' 11"   |
| 9è | Georg Steinhauser             | EF Education-EasyPost | + 1' 11"   |
| 10è | Adam Yates                    | UAE Team Emirates     | + 1' 12"   |

### Etapa 4
| \| Classificació de l'etapa \| Classificació de l'etapa \| Classificació de l'etapa \| Classificació de l'etapa \| Classificació de l'etapa \| \| Corredor \| Corredor \| Equip \| Temps \| \| \| ------------------------ \| -------------------------- \| ------------------------ \| ------------------------ \| ------------------------ \| \| 1r \| Sebastián Molano Benavides \| UAE Team Emirates \| 3h 50' 01" \| \| \| 2n \| Olav Kooij \| Jumbo-Visma \| + 0" \| \| \| 3r \| Sam Welsford \| Team DSM \| + 0" \| \| \| 4t \| Arvid de Kleijn \| Tudor Pro Cycling Team \| + 0" \| \| \| 5è \| Dylan Groenewegen \| Team Jayco AlUla \| + 0" \| \| \| 6è \| Danny van Poppel \| Bora-Hansgrohe \| + 0" \| \| \| 7è \| Marijn van den Berg \| EF Education-EasyPost \| + 0" \| \| \| 8è \| Sam Bennett \| Bora-Hansgrohe \| + 0" \| \| \| 9è \| Tim Merlier \| Soudal Quick-Step \| + 0" \| \| \| 10è \| Jon Aberasturi Izaga \| Trek-Segafredo \| + 0" \| \| |                            |                        |            |
| |                            |                        |            |
| Font: ProCyclingStats |                            |                        |            |
| Classificació de l'etapa |                            |                        |            |
| Corredor | Corredor                   | Equip                  | Temps      |
| 1r | Sebastián Molano Benavides | UAE Team Emirates      | 3h 50' 01" |
| 2n | Olav Kooij                 | Jumbo-Visma            | + 0"       |
| 3r | Sam Welsford               | Team DSM               | + 0"       |
| 4t | Arvid de Kleijn            | Tudor Pro Cycling Team | + 0"       |
| 5è | Dylan Groenewegen          | Team Jayco AlUla       | + 0"       |
| 6è | Danny van Poppel           | Bora-Hansgrohe         | + 0"       |
| 7è | Marijn van den Berg        | EF Education-EasyPost  | + 0"       |
| 8è | Sam Bennett                | Bora-Hansgrohe         | + 0"       |
| 9è | Tim Merlier                | Soudal Quick-Step      | + 0"       |
| 10è | Jon Aberasturi Izaga       | Trek-Segafredo         | + 0"       |

| \| Classificació general \| Classificació general \| Classificació general \| Classificació general \| Classificació general \| \| Corredor \| Corredor \| Equip \| Temps \| \| \| --------------------- \| ----------------------------- \| --------------------- \| --------------------- \| --------------------- \| \| 1r \| Remco Evenepoel \| Soudal Quick-Step \| \| \| \| 2n \| Lucas Plapp \| Ineos Grenadiers \| + 7" \| \| \| 3r \| Peio Bilbao López de Armentia \| Bahrain Victorious \| + 11" \| \| \| 4t \| Stefan de Bod \| EF Education-EasyPost \| + 1' 01" \| \| \| 5è \| Wout Poels \| Bahrain Victorious \| + 1' 04" \| \| \| 6è \| Harm Vanhoucke \| Team DSM \| + 1' 10" \| \| \| 7è \| Andreas Leknessund \| Team DSM \| + 1' 10" \| \| \| 8è \| Einer Rubio \| Movistar Team \| + 1' 11" \| \| \| 9è \| Georg Steinhauser \| EF Education-EasyPost \| + 1' 11" \| \| \| 10è \| Adam Yates \| UAE Team Emirates \| + 1' 12" \| \| |                               |                       |          |
| |                               |                       |          |
| Font: ProCyclingStats |                               |                       |          |
| Classificació general |                               |                       |          |
| Corredor | Corredor                      | Equip                 | Temps    |
| 1r | Remco Evenepoel               | Soudal Quick-Step     |          |
| 2n | Lucas Plapp                   | Ineos Grenadiers      | + 7"     |
| 3r | Peio Bilbao López de Armentia | Bahrain Victorious    | + 11"    |
| 4t | Stefan de Bod                 | EF Education-EasyPost | + 1' 01" |
| 5è | Wout Poels                    | Bahrain Victorious    | + 1' 04" |
| 6è | Harm Vanhoucke                | Team DSM              | + 1' 10" |
| 7è | Andreas Leknessund            | Team DSM              | + 1' 10" |
| 8è | Einer Rubio                   | Movistar Team         | + 1' 11" |
| 9è | Georg Steinhauser             | EF Education-EasyPost | + 1' 11" |
| 10è | Adam Yates                    | UAE Team Emirates     | + 1' 12" |

### Etapa 5
| \| Classificació de l'etapa \| Classificació de l'etapa \| Classificació de l'etapa \| Classificació de l'etapa \| Classificació de l'etapa \| \| Corredor \| Corredor \| Equip \| Temps \| \| \| ------------------------ \| -------------------------- \| ------------------------ \| ------------------------ \| ------------------------ \| \| 1r \| Dylan Groenewegen \| Team Jayco AlUla \| 3h 57' 07" \| \| \| 2n \| Fernando Gaviria Rendón \| Movistar Team \| + 0" \| \| \| 3r \| Sam Bennett \| Bora-Hansgrohe \| + 0" \| \| \| 4t \| Emīls Liepiņš \| Trek-Segafredo \| + 0" \| \| \| 5è \| Tim Merlier \| Soudal Quick-Step \| + 0" \| \| \| 6è \| Sam Welsford \| Team DSM \| + 0" \| \| \| 7è \| Sebastián Molano Benavides \| UAE Team Emirates \| + 0" \| \| \| 8è \| Mark Cavendish \| Astana Qazaqstan Team \| + 0" \| \| \| 9è \| Olav Kooij \| Jumbo-Visma \| + 0" \| \| \| 10è \| Arnaud Démare \| Groupama-FDJ \| + 0" \| \| |                            |                       |            |
| |                            |                       |            |
| Font: ProCyclingStats |                            |                       |            |
| Classificació de l'etapa |                            |                       |            |
| Corredor | Corredor                   | Equip                 | Temps      |
| 1r | Dylan Groenewegen          | Team Jayco AlUla      | 3h 57' 07" |
| 2n | Fernando Gaviria Rendón    | Movistar Team         | + 0"       |
| 3r | Sam Bennett                | Bora-Hansgrohe        | + 0"       |
| 4t | Emīls Liepiņš              | Trek-Segafredo        | + 0"       |
| 5è | Tim Merlier                | Soudal Quick-Step     | + 0"       |
| 6è | Sam Welsford               | Team DSM              | + 0"       |
| 7è | Sebastián Molano Benavides | UAE Team Emirates     | + 0"       |
| 8è | Mark Cavendish             | Astana Qazaqstan Team | + 0"       |
| 9è | Olav Kooij                 | Jumbo-Visma           | + 0"       |
| 10è | Arnaud Démare              | Groupama-FDJ          | + 0"       |

| \| Classificació general \| Classificació general \| Classificació general \| Classificació general \| Classificació general \| \| Corredor \| Corredor \| Equip \| Temps \| \| \| --------------------- \| ----------------------------- \| --------------------- \| --------------------- \| --------------------- \| \| 1r \| Remco Evenepoel \| Soudal Quick-Step \| 16h 14' 28" \| \| \| 2n \| Lucas Plapp \| Ineos Grenadiers \| + 9" \| \| \| 3r \| Peio Bilbao López de Armentia \| Bahrain Victorious \| + 13" \| \| \| 4t \| Stefan de Bod \| EF Education-EasyPost \| + 1' 03" \| \| \| 5è \| Wout Poels \| Bahrain Victorious \| + 1' 06" \| \| \| 6è \| Harm Vanhoucke \| Team DSM \| + 1' 12" \| \| \| 7è \| Andreas Leknessund \| Team DSM \| + 1' 12" \| \| \| 8è \| Einer Rubio \| Movistar Team \| + 1' 13" \| \| \| 9è \| Georg Steinhauser \| EF Education-EasyPost \| + 1' 13" \| \| \| 10è \| Adam Yates \| UAE Team Emirates \| + 1' 14" \| \| |                               |                       |             |
| |                               |                       |             |
| Font: ProCyclingStats |                               |                       |             |
| Classificació general |                               |                       |             |
| Corredor | Corredor                      | Equip                 | Temps       |
| 1r | Remco Evenepoel               | Soudal Quick-Step     | 16h 14' 28" |
| 2n | Lucas Plapp                   | Ineos Grenadiers      | + 9"        |
| 3r | Peio Bilbao López de Armentia | Bahrain Victorious    | + 13"       |
| 4t | Stefan de Bod                 | EF Education-EasyPost | + 1' 03"    |
| 5è | Wout Poels                    | Bahrain Victorious    | + 1' 06"    |
| 6è | Harm Vanhoucke                | Team DSM              | + 1' 12"    |
| 7è | Andreas Leknessund            | Team DSM              | + 1' 12"    |
| 8è | Einer Rubio                   | Movistar Team         | + 1' 13"    |
| 9è | Georg Steinhauser             | EF Education-EasyPost | + 1' 13"    |
| 10è | Adam Yates                    | UAE Team Emirates     | + 1' 14"    |

### Etapa 6
| \| Classificació de l'etapa \| Classificació de l'etapa \| Classificació de l'etapa \| Classificació de l'etapa \| Classificació de l'etapa \| \| Corredor \| Corredor \| Equip \| Temps \| \| \| ------------------------ \| ------------------------ \| ------------------------ \| ------------------------ \| ------------------------ \| \| 1r \| Tim Merlier \| Soudal Quick-Step \| 3h 41' 12" \| \| \| 2n \| Sam Bennett \| Bora-Hansgrohe \| + 0" \| \| \| 3r \| Dylan Groenewegen \| Team Jayco AlUla \| + 0" \| \| \| 4t \| Olav Kooij \| Jumbo-Visma \| + 0" \| \| \| 5è \| Arvid de Kleijn \| Tudor Pro Cycling Team \| + 0" \| \| \| 6è \| Sam Welsford \| Team DSM \| + 0" \| \| \| 7è \| Gerben Thijssen \| Intermarché-Circus-Wanty \| + 0" \| \| \| 8è \| Emīls Liepiņš \| Trek-Segafredo \| + 0" \| \| \| 9è \| Phil Bauhaus \| Bahrain Victorious \| + 0" \| \| \| 10è \| Itamar Einhorn \| Israel-Premier Tech \| + 0" \| \| |                   |                          |            |
| |                   |                          |            |
| Font: ProCyclingStats |                   |                          |            |
| Classificació de l'etapa |                   |                          |            |
| Corredor | Corredor          | Equip                    | Temps      |
| 1r | Tim Merlier       | Soudal Quick-Step        | 3h 41' 12" |
| 2n | Sam Bennett       | Bora-Hansgrohe           | + 0"       |
| 3r | Dylan Groenewegen | Team Jayco AlUla         | + 0"       |
| 4t | Olav Kooij        | Jumbo-Visma              | + 0"       |
| 5è | Arvid de Kleijn   | Tudor Pro Cycling Team   | + 0"       |
| 6è | Sam Welsford      | Team DSM                 | + 0"       |
| 7è | Gerben Thijssen   | Intermarché-Circus-Wanty | + 0"       |
| 8è | Emīls Liepiņš     | Trek-Segafredo           | + 0"       |
| 9è | Phil Bauhaus      | Bahrain Victorious       | + 0"       |
| 10è | Itamar Einhorn    | Israel-Premier Tech      | + 0"       |

| \| Classificació general \| Classificació general \| Classificació general \| Classificació general \| Classificació general \| \| Corredor \| Corredor \| Equip \| Temps \| \| \| --------------------- \| ----------------------------- \| --------------------- \| --------------------- \| --------------------- \| \| 1r \| Remco Evenepoel \| Soudal Quick-Step \| 19h 55' 40" \| \| \| 2n \| Lucas Plapp \| Ineos Grenadiers \| + 9" \| \| \| 3r \| Peio Bilbao López de Armentia \| Bahrain Victorious \| + 13" \| \| \| 4t \| Stefan de Bod \| EF Education-EasyPost \| + 1' 03" \| \| \| 5è \| Wout Poels \| Bahrain Victorious \| + 1' 06" \| \| \| 6è \| Harm Vanhoucke \| Team DSM \| + 1' 12" \| \| \| 7è \| Andreas Leknessund \| Team DSM \| + 1' 12" \| \| \| 8è \| Einer Rubio \| Movistar Team \| + 1' 13" \| \| \| 9è \| Georg Steinhauser \| EF Education-EasyPost \| + 1' 13" \| \| \| 10è \| Adam Yates \| UAE Team Emirates \| + 1' 14" \| \| |                               |                       |             |
| |                               |                       |             |
| Font: ProCyclingStats |                               |                       |             |
| Classificació general |                               |                       |             |
| Corredor | Corredor                      | Equip                 | Temps       |
| 1r | Remco Evenepoel               | Soudal Quick-Step     | 19h 55' 40" |
| 2n | Lucas Plapp                   | Ineos Grenadiers      | + 9"        |
| 3r | Peio Bilbao López de Armentia | Bahrain Victorious    | + 13"       |
| 4t | Stefan de Bod                 | EF Education-EasyPost | + 1' 03"    |
| 5è | Wout Poels                    | Bahrain Victorious    | + 1' 06"    |
| 6è | Harm Vanhoucke                | Team DSM              | + 1' 12"    |
| 7è | Andreas Leknessund            | Team DSM              | + 1' 12"    |
| 8è | Einer Rubio                   | Movistar Team         | + 1' 13"    |
| 9è | Georg Steinhauser             | EF Education-EasyPost | + 1' 13"    |
| 10è | Adam Yates                    | UAE Team Emirates     | + 1' 14"    |

### Etapa 7
| \| Classificació de l'etapa \| Classificació de l'etapa \| Classificació de l'etapa \| Classificació de l'etapa \| Classificació de l'etapa \| \| Corredor \| Corredor \| Equip \| Temps \| \| \| ------------------------ \| ----------------------------- \| ------------------------ \| ------------------------ \| ------------------------ \| \| 1r \| Adam Yates \| UAE Team Emirates \| 3h 29' 42" \| \| \| 2n \| Remco Evenepoel \| Soudal Quick-Step \| + 10" \| \| \| 3r \| Geoffrey Bouchard \| AG2R Citroën Team \| + 42" \| \| \| 4t \| Sepp Kuss \| Jumbo-Visma \| + 47" \| \| \| 5è \| Peio Bilbao López de Armentia \| Bahrain Victorious \| + 54" \| \| \| 6è \| Lucas Plapp \| Ineos Grenadiers \| + 54" \| \| \| 7è \| Wout Poels \| Bahrain Victorious \| + 1' 16" \| \| \| 8è \| Antonio Tiberi \| Trek-Segafredo \| + 1' 16" \| \| \| 9è \| Ben Zwiehoff \| Bora-Hansgrohe \| + 1' 25" \| \| \| 10è \| Michael Storer \| Groupama-FDJ \| + 1' 25" \| \| |                               |                    |            |
| |                               |                    |            |
| Font: ProCyclingStats |                               |                    |            |
| Classificació de l'etapa |                               |                    |            |
| Corredor | Corredor                      | Equip              | Temps      |
| 1r | Adam Yates                    | UAE Team Emirates  | 3h 29' 42" |
| 2n | Remco Evenepoel               | Soudal Quick-Step  | + 10"      |
| 3r | Geoffrey Bouchard             | AG2R Citroën Team  | + 42"      |
| 4t | Sepp Kuss                     | Jumbo-Visma        | + 47"      |
| 5è | Peio Bilbao López de Armentia | Bahrain Victorious | + 54"      |
| 6è | Lucas Plapp                   | Ineos Grenadiers   | + 54"      |
| 7è | Wout Poels                    | Bahrain Victorious | + 1' 16"   |
| 8è | Antonio Tiberi                | Trek-Segafredo     | + 1' 16"   |
| 9è | Ben Zwiehoff                  | Bora-Hansgrohe     | + 1' 25"   |
| 10è | Michael Storer                | Groupama-FDJ       | + 1' 25"   |

## Classificacions finals

### Classificació general
| \| Classificació general \| Classificació general \| Classificació general \| Classificació general \| Classificació general \| \| Corredor \| Corredor \| Equip \| Temps \| \| \| --------------------- \| ----------------------------- \| --------------------- \| --------------------- \| --------------------- \| \| 1r \| Remco Evenepoel \| Soudal Quick-Step \| 23h 25' 26" \| \| \| 2n \| Lucas Plapp \| Ineos Grenadiers \| + 59" \| \| \| 3r \| Adam Yates \| UAE Team Emirates \| + 1' 00" \| \| \| 4t \| Peio Bilbao López de Armentia \| Bahrain Victorious \| + 1' 03" \| \| \| 5è \| Sepp Kuss \| Jumbo-Visma \| + 2' 06" \| \| \| 6è \| Wout Poels \| Bahrain Victorious \| + 2' 18" \| \| \| 7è \| Antonio Tiberi \| Trek-Segafredo \| + 2' 33" \| \| \| 8è \| Ben Zwiehoff \| Bora-Hansgrohe \| + 2' 38" \| \| \| 9è \| Emanuel Buchmann \| Bora-Hansgrohe \| + 2' 38" \| \| \| 10è \| Harm Vanhoucke \| Team DSM \| + 2' 40" \| \| |                               |                    |             |
| |                               |                    |             |
| Font: ProCyclingStats |                               |                    |             |
| Classificació general |                               |                    |             |
| Corredor | Corredor                      | Equip              | Temps       |
| 1r | Remco Evenepoel               | Soudal Quick-Step  | 23h 25' 26" |
| 2n | Lucas Plapp                   | Ineos Grenadiers   | + 59"       |
| 3r | Adam Yates                    | UAE Team Emirates  | + 1' 00"    |
| 4t | Peio Bilbao López de Armentia | Bahrain Victorious | + 1' 03"    |
| 5è | Sepp Kuss                     | Jumbo-Visma        | + 2' 06"    |
| 6è | Wout Poels                    | Bahrain Victorious | + 2' 18"    |
| 7è | Antonio Tiberi                | Trek-Segafredo     | + 2' 33"    |
| 8è | Ben Zwiehoff                  | Bora-Hansgrohe     | + 2' 38"    |
| 9è | Emanuel Buchmann              | Bora-Hansgrohe     | + 2' 38"    |
| 10è | Harm Vanhoucke                | Team DSM           | + 2' 40"    |

### Classificacions secundàries

#### Classificació per punts
| Classificació per punts | Classificació per punts    | Classificació per punts | Classificació per punts | Classificació per punts |
| Corredor                | Corredor                   | Equip                   | Punts                   |                         |
| ----------------------- | -------------------------- | ----------------------- | ----------------------- | ----------------------- |
| 1r                      | Tim Merlier                | Soudal Quick-Step       | 52 pts                  |                         |
| 2n                      | Remco Evenepoel            | Soudal Quick-Step       | 45 pts                  |                         |
| 3r                      | Dylan Groenewegen          | Team Jayco AlUla        | 39 pts                  |                         |
| 4t                      | Olav Kooij                 | Jumbo-Visma             | 36 pts                  |                         |
| 5è                      | Edward Planckaert          | Alpecin-Deceuninck      | 34 pts                  |                         |
| 6è                      | Adam Yates                 | UAE Team Emirates       | 32 pts                  |                         |
| 7è                      | Sam Bennett                | Bora-Hansgrohe          | 31 pts                  |                         |
| 8è                      | Sam Welsford               | Team DSM                | 30 pts                  |                         |
| 9è                      | Lucas Plapp                | Ineos Grenadiers        | 29 pts                  |                         |
| 10è                     | Sebastián Molano Benavides | UAE Team Emirates       | 24 pts                  |                         |

#### Classificació dels joves
| Classificació del millor jove | Classificació del millor jove | Classificació del millor jove | Classificació del millor jove | Classificació del millor jove |
| Corredor                      | Corredor                      | Equip                         | Temps                         |                               |
| ----------------------------- | ----------------------------- | ----------------------------- | ----------------------------- | ----------------------------- |
| 1r                            | Remco Evenepoel               | Soudal Quick-Step             | 23h 25' 26"                   |                               |
| 2n                            | Lucas Plapp                   | Ineos Grenadiers              | + 59"                         |                               |
| 3r                            | Antonio Tiberi                | Trek-Segafredo                | + 2' 33"                      |                               |
| 4t                            | Einer Rubio                   | Movistar Team                 | + 2' 57"                      |                               |
| 5è                            | Brandon McNulty               | UAE Team Emirates             | + 3' 02"                      |                               |
| 6è                            | Matthew Riccitello            | Israel-Premier Tech           | + 3' 18"                      |                               |
| 7è                            | Valentin Paret-Peintre        | AG2R Citroën Team             | + 3' 29"                      |                               |
| 8è                            | Andreas Leknessund            | Team DSM                      | + 3' 39"                      |                               |
| 9è                            | Yannis Voisard                | Tudor Pro Cycling Team        | + 3' 41"                      |                               |
| 10è                           | Georg Steinhauser             | EF Education-EasyPost         | + 3' 50"                      |                               |

#### Classificació per equips
| Classificació per equips | Classificació per equips | Classificació per equips | Classificació per equips |
| Equip                    | Equip                    | Temps                    |                          |
| ------------------------ | ------------------------ | ------------------------ | ------------------------ |
| 1r                       | UAE Team Emirates        | 69h 48' 08"              |                          |
| 2n                       | AG2R Citroën Team        | + 1' 15"                 |                          |
| 3r                       | EF Education-EasyPost    | + 1' 41"                 |                          |
| 4t                       | Jumbo-Visma              | + 6' 37"                 |                          |
| 5è                       | Intermarché-Circus-Wanty | + 6' 58"                 |                          |
| 6è                       | Soudal Quick-Step        | + 7' 09"                 |                          |
| 7è                       | Trek-Segafredo           | + 7' 19"                 |                          |
| 8è                       | Israel-Premier Tech      | + 10' 02"                |                          |
| 9è                       | Astana Qazaqstan Team    | + 10' 39"                |                          |
| 10è                      | Bahrain Victorious       | + 11' 23"                |                          |

## Evolució de les classificacions
| Etapa                  | Vencedor               | Classificació general | Classificació per punts | Classificació dels esprints | Classificació dels joves | Classificació per equips |
| ---------------------- | ---------------------- | --------------------- | ----------------------- | --------------------------- | ------------------------ | ------------------------ |
| 1                      | Tim Merlier            | Tim Merlier           | Tim Merlier             | Luke Plapp                  | Luke Plapp               | Soudal Quick-Step        |
| 2                      | Soudal Quick-Step      | Luke Plapp            | Tim Merlier             | Luke Plapp                  | Luke Plapp               | Soudal Quick-Step        |
| 3                      | Einer Rubio            | Remco Evenepoel       | Luke Plapp              | Edward Planckaert           | Remco Evenepoel          | EF Education-EasyPost    |
| 4                      | Sebastián Molano       | Remco Evenepoel       | Olav Kooij              | Edward Planckaert           | Remco Evenepoel          | EF Education-EasyPost    |
| 5                      | Dylan Groenewegen      | Remco Evenepoel       | Tim Merlier             | Edward Planckaert           | Remco Evenepoel          | EF Education-EasyPost    |
| 6                      | Tim Merlier            | Remco Evenepoel       | Tim Merlier             | Edward Planckaert           | Remco Evenepoel          | EF Education-EasyPost    |
| 7                      | Adam Yates             | Remco Evenepoel       | Tim Merlier             | Edward Planckaert           | Remco Evenepoel          | UAE Team Emirates        |
| Classificacions finals | Classificacions finals | Remco Evenepoel       | Tim Merlier             | Edward Planckaert           | Remco Evenepoel          | UAE Team Emirates        |

## Llista de participants
| Soudal Quick-Step SOQ | Soudal Quick-Step SOQ                | Soudal Quick-Step SOQ |
| --------------------- | ------------------------------------ | --------------------- |
| Núm                   | Ciclista                             | Pos                   |
| 1                     | Remco Evenepoel (BEL) (ruta i crono) | 1r                    |
| 2                     | Josef Černý (CZE)                    | 120è                  |
| 3                     | Tim Merlier (BEL) (ruta)             | 96è                   |
| 4                     | Mauro Schmid (SUI)                   | 31è                   |
| 5                     | Pieter Serry (BEL)                   | 65è                   |
| 6                     | Bert Van Lerberghe (BEL)             | 122è                  |
| 7                     | Louis Vervaeke (BEL)                 | 67è                   |

| AG2R Citroën Team ACT | AG2R Citroën Team ACT        | AG2R Citroën Team ACT |
| --------------------- | ---------------------------- | --------------------- |
| Núm                   | Ciclista                     | Pos                   |
| 11                    | Geoffrey Bouchard (FRA)      | 24è                   |
| 12                    | Alex Baudin (FRA)            | 34è                   |
| 13                    | Clément Berthet (FRA)        | 16è                   |
| 14                    | Jaakko Hänninen (FIN)        | 46è                   |
| 15                    | Paul Lapeira (FRA)           |                       |
| 16                    | Valentin Paret-Peintre (FRA) | 18è                   |
| 17                    | Lawrence Warbasse (USA)      | 37è                   |

| Alpecin-Deceuninck ADC | Alpecin-Deceuninck ADC      | Alpecin-Deceuninck ADC |
| ---------------------- | --------------------------- | ---------------------- |
| Núm                    | Ciclista                    | Pos                    |
| 21                     | Ramon Sinkeldam (NED)       | 82è                    |
| 22                     | Maurice Ballerstedt (GER)   | 98è                    |
| 23                     | Senne Leysen (BEL)          | 83è                    |
| 24                     | Jason Osborne (GER)         | 26è                    |
| 25                     | Edward Planckaert (BEL)     | 131è                   |
| 26                     | Jensen Plowright (AUS)      | 116è                   |
| 27                     | Fabio Van den Bossche (BEL) | 105è                   |

| Astana Qazaqstan Team AST | Astana Qazaqstan Team AST   | Astana Qazaqstan Team AST |
| ------------------------- | --------------------------- | ------------------------- |
| Núm                       | Ciclista                    | Pos                       |
| 31                        | Mark Cavendish (GBR) (ruta) | 89è                       |
| 32                        | Cees Bol (NED)              | 86è                       |
| 33                        | Dmitri Grúzdev (KAZ)        | 126è                      |
| 34                        | Aleksei Lutsenko (KAZ)      | 28è                       |
| 35                        | Davide Martinelli (ITA)     | 100è                      |
| 36                        | Javier Romo (ESP)           | 66è                       |
| 37                        | Harold Tejada (COL)         | 41è                       |

| Bahrain Victorious TBV | Bahrain Victorious TBV              | Bahrain Victorious TBV |
| ---------------------- | ----------------------------------- | ---------------------- |
| Núm                    | Ciclista                            | Pos                    |
| 41                     | Peio Bilbao López de Armentia (ESP) | 4t                     |
| 42                     | Nikias Arndt (GER)                  | 55è                    |
| 43                     | Matevž Govekar (SLO)                | 104è                   |
| 44                     | Fran Miholjević (CRO) (crono)       | 87è                    |
| 45                     | Wout Poels (NED)                    | 6è                     |
| 46                     | Johan Price-Pejtersen (DEN)         | 118è                   |
| 47                     | Phil Bauhaus (GER)                  | 103è                   |

| Bora-Hansgrohe BOH | Bora-Hansgrohe BOH     | Bora-Hansgrohe BOH |
| ------------------ | ---------------------- | ------------------ |
| Núm                | Ciclista               | Pos                |
| 51                 | Sam Bennett (IRL)      | 113è               |
| 52                 | Shane Archbold (NZL)   | 102è               |
| 53                 | Emanuel Buchmann (GER) | 9è                 |
| 54                 | Patrick Gamper (AUT)   | 64è                |
| 55                 | Ryan Mullen (IRL)      | 77è                |
| 56                 | Danny van Poppel (NED) | 79è                |
| 57                 | Ben Zwiehoff (GER)     | 8è                 |

| EF Education-EasyPost EFE | EF Education-EasyPost EFE       | EF Education-EasyPost EFE |
| ------------------------- | ------------------------------- | ------------------------- |
| Núm                       | Ciclista                        | Pos                       |
| 61                        | Andrey Amador Bikkazakova (CRC) | 39è                       |
| 62                        | Diego Camargo Pineda (COL)      | 50è                       |
| 63                        | Simon Carr (GBR)                | 52è                       |
| 64                        | Stefan de Bod (RSA)             | 11è                       |
| 65                        | Georg Steinhauser (GER)         | 22è                       |
| 66                        | Marijn van den Berg (NED)       | 63è                       |
| 67                        | Łukasz Wiśniowski (POL)         | 111è                      |

| Green Project-Bardiani CSF-Faizanè BCF | Green Project-Bardiani CSF-Faizanè BCF | Green Project-Bardiani CSF-Faizanè BCF |
| -------------------------------------- | -------------------------------------- | -------------------------------------- |
| Núm                                    | Ciclista                               | Pos                                    |
| 71                                     | Luca Colnaghi (ITA)                    | 112è                                   |
| 72                                     | Luca Covili (ITA)                      | 33è                                    |
| 73                                     | Riccardo Lucca (ITA)                   | 110è                                   |
| 74                                     | Filippo Magli (ITA)                    | 90è                                    |
| 75                                     | Alessandro Tonelli (ITA)               | 45è                                    |
| 76                                     | Enrico Zanoncello (ITA)                | 128è                                   |
| 77                                     | Samuele Zoccarato (ITA)                | 40è                                    |

| Groupama-FDJ GFC | Groupama-FDJ GFC          | Groupama-FDJ GFC |
| ---------------- | ------------------------- | ---------------- |
| Núm              | Ciclista                  | Pos              |
| 81               | Arnaud Démare (FRA)       | 85è              |
| 82               | Clément Davy (FRA)        | 70è              |
| 83               | Ignatas Konovalovas (LTU) | 68è              |
| 84               | Laurence Pithie (NZL)     | 84è              |
| 85               | Michael Storer (AUS)      | 12è              |
| 86               | Reuben Thompson (NZL)     | 44è              |
| 87               | Bram Welten (NED)         | 117è             |

| Ineos Grenadiers IGD | Ineos Grenadiers IGD     | Ineos Grenadiers IGD |
| -------------------- | ------------------------ | -------------------- |
| Núm                  | Ciclista                 | Pos                  |
| 91                   | Elia Viviani (ITA)       | 123è                 |
| 92                   | Kim Heiduk (GER)         | 74è                  |
| 93                   | Lucas Plapp (AUS) (ruta) | 2n                   |
| 94                   | Ben Swift (GBR)          | 48è                  |
| 95                   | Joshua Tarling (GBR)     | 49è                  |
| 96                   | Ben Tulett (GBR)         | 51è                  |
| 97                   | Cameron Wurf (AUS)       | 133è                 |

| Intermarché-Circus-Wanty ICW | Intermarché-Circus-Wanty ICW | Intermarché-Circus-Wanty ICW |
| ---------------------------- | ---------------------------- | ---------------------------- |
| Núm                          | Ciclista                     | Pos                          |
| 101                          | Louis Meintjes (RSA)         | 25è                          |
| 102                          | Julius Johansen (DEN)        | 58è                          |
| 103                          | Tom Paquot (BEL)             | 73è                          |
| 104                          | Simone Petilli (ITA)         | 47è                          |
| 105                          | Rein Taaramäe (EST) (crono)  | 19è                          |
| 106                          | Gerben Thijssen (BEL)        | 106è                         |
| 107                          | Boy van Poppel (NED)         | 107è                         |

| Israel-Premier Tech IPT | Israel-Premier Tech IPT     | Israel-Premier Tech IPT |
| ----------------------- | --------------------------- | ----------------------- |
| Núm                     | Ciclista                    | Pos                     |
| 111                     | Jakob Fuglsang (DEN)        | NP-5                    |
| 112                     | Itamar Einhorn (ISR) (ruta) | 125è                    |
| 113                     | Derek Gee (CAN) (crono)     | 43è                     |
| 114                     | Ben Hermans (BEL)           |                         |
| 115                     | Taj Jones (AUS)             | 108è                    |
| 116                     | Matthew Riccitello (USA)    | 17è                     |
| 117                     | Mads Würtz Schmidt (DEN)    | 36è                     |

| Jumbo-Visma TJV | Jumbo-Visma TJV          | Jumbo-Visma TJV |
| --------------- | ------------------------ | --------------- |
| Núm             | Ciclista                 | Pos             |
| 121             | Sepp Kuss (USA)          | 5è              |
| 122             | Thomas Gloag (GBR)       | 27è             |
| 123             | Michel Hessmann (GER)    | 42è             |
| 124             | Lennard Hofstede (NED)   | 94è             |
| 125             | Olav Kooij (NED)         | 119è            |
| 126             | Timo Roosen (NED)        | 59è             |
| 127             | Tosh Van der Sande (BEL) | 69è             |

| Lotto Dstny LTD | Lotto Dstny LTD           | Lotto Dstny LTD |
| --------------- | ------------------------- | --------------- |
| Núm             | Ciclista                  | Pos             |
| 131             | Caleb Ewan (AUS)          | 93è             |
| 132             | Thomas De Gendt (BEL)     | 60è             |
| 133             | Jarrad Drizners (AUS)     | 88è             |
| 134             | Jacopo Guarnieri (ITA)    | 81è             |
| 135             | Michael Schwarzmann (GER) | 109è            |
| 136             | Rüdiger Selig (GER)       | 97è             |
| 137             | Eduardo Sepúlveda (ARG)   | 29è             |

| Movistar Team MOV | Movistar Team MOV                  | Movistar Team MOV |
| ----------------- | ---------------------------------- | ----------------- |
| Núm               | Ciclista                           | Pos               |
| 141               | Fernando Gaviria Rendón (COL)      | 121è              |
| 142               | Juri Hollmann (GER)                | 71è               |
| 143               | Johan Jacobs (SUI)                 | 124è              |
| 144               | Oier Lazkano López (ESP)           | 91è               |
| 145               | Óscar Rodríguez Garaicoechea (ESP) | 23è               |
| 146               | Einer Rubio (COL)                  | 13è               |
| 147               | Albert Torres Barceló (ESP)        | 53è               |

| Team DSM DSM | Team DSM DSM               | Team DSM DSM |
| ------------ | -------------------------- | ------------ |
| Núm          | Ciclista                   | Pos          |
| 151          | Andreas Leknessund (NOR)   | 20è          |
| 152          | Tobias Lund Andresen (DEN) | NP-3         |
| 153          | Alexander Edmondson (AUS)  | 99è          |
| 154          | Frederik Madsen (DEN)      | NP-4         |
| 155          | Niklas Märkl (GER)         | 57è          |
| 156          | Harm Vanhoucke (BEL)       | 10è          |
| 157          | Sam Welsford (AUS)         | 115è         |

| Team Jayco AlUla JAY | Team Jayco AlUla JAY    | Team Jayco AlUla JAY |
| -------------------- | ----------------------- | -------------------- |
| Núm                  | Ciclista                | Pos                  |
| 161                  | Dylan Groenewegen (NED) | 101è                 |
| 162                  | Michael Hepburn (AUS)   | 61è                  |
| 163                  | Jan Maas (NED)          | 62è                  |
| 164                  | Luka Mezgec (SLO)       | 95è                  |
| 165                  | Blake Quick (AUS)       | 114è                 |
| 166                  | Elmar Reinders (NED)    | 78è                  |
| 167                  | Callum Scotson (AUS)    | 15è                  |

| Trek-Segafredo TFS | Trek-Segafredo TFS           | Trek-Segafredo TFS |
| ------------------ | ---------------------------- | ------------------ |
| Núm                | Ciclista                     | Pos                |
| 171                | Antonio Tiberi (ITA)         | 7è                 |
| 172                | Jon Aberasturi Izaga (ESP)   | 80è                |
| 173                | Marc Brustenga Masagué (ESP) | 75è                |
| 174                | Amanuel Gebrezgabihier (ERI) | 30è                |
| 175                | Asbjørn Hellemose (DEN)      | 32è                |
| 176                | Emīls Liepiņš (LAT) (ruta)   | 92è                |
| 177                | Antwan Tolhoek (NED)         | NP-6               |

| Tudor Pro Cycling Team TUD | Tudor Pro Cycling Team TUD     | Tudor Pro Cycling Team TUD |
| -------------------------- | ------------------------------ | -------------------------- |
| Núm                        | Ciclista                       | Pos                        |
| 181                        | Arvid de Kleijn (NED)          | 130è                       |
| 182                        | Sebastian Kolze Changizi (DEN) | 132è                       |
| 183                        | Miká Heming (GER)              | 72è                        |
| 184                        | Arthur Kluckers (LUX)          | 54è                        |
| 185                        | Rick Pluimers (NED)            | 76è                        |
| 186                        | Yannis Voisard (SUI)           | 21è                        |
| 187                        | Maikel Zijlaard (NED)          | 127è                       |

| UAE Team Emirates UAD | UAE Team Emirates UAD            | UAE Team Emirates UAD |
| --------------------- | -------------------------------- | --------------------- |
| Núm                   | Ciclista                         | Pos                   |
| 191                   | Adam Yates (GBR)                 | 3r                    |
| 192                   | Mikkel Bjerg (DEN)               | 35è                   |
| 193                   | Vegard Stake Laengen (NOR)       | 56è                   |
| 194                   | Brandon McNulty (USA)            | 14è                   |
| 195                   | Sebastián Molano Benavides (COL) | 129è                  |
| 196                   | Marc Soler i Giménez (ESP)       | 38è                   |
| 197                   | Jay Vine (AUS) (crono)           | NP-3                  |

| Soudal Quick-Step SOQ | Soudal Quick-Step SOQ                | Soudal Quick-Step SOQ |
| --------------------- | ------------------------------------ | --------------------- |
| Núm                   | Ciclista                             | Pos                   |
| 1                     | Remco Evenepoel (BEL) (ruta i crono) | 1r                    |
| 2                     | Josef Černý (CZE)                    | 120è                  |
| 3                     | Tim Merlier (BEL) (ruta)             | 96è                   |
| 4                     | Mauro Schmid (SUI)                   | 31è                   |
| 5                     | Pieter Serry (BEL)                   | 65è                   |
| 6                     | Bert Van Lerberghe (BEL)             | 122è                  |
| 7                     | Louis Vervaeke (BEL)                 | 67è                   |

| AG2R Citroën Team ACT | AG2R Citroën Team ACT        | AG2R Citroën Team ACT |
| --------------------- | ---------------------------- | --------------------- |
| Núm                   | Ciclista                     | Pos                   |
| 11                    | Geoffrey Bouchard (FRA)      | 24è                   |
| 12                    | Alex Baudin (FRA)            | 34è                   |
| 13                    | Clément Berthet (FRA)        | 16è                   |
| 14                    | Jaakko Hänninen (FIN)        | 46è                   |
| 15                    | Paul Lapeira (FRA)           |                       |
| 16                    | Valentin Paret-Peintre (FRA) | 18è                   |
| 17                    | Lawrence Warbasse (USA)      | 37è                   |

| Alpecin-Deceuninck ADC | Alpecin-Deceuninck ADC      | Alpecin-Deceuninck ADC |
| ---------------------- | --------------------------- | ---------------------- |
| Núm                    | Ciclista                    | Pos                    |
| 21                     | Ramon Sinkeldam (NED)       | 82è                    |
| 22                     | Maurice Ballerstedt (GER)   | 98è                    |
| 23                     | Senne Leysen (BEL)          | 83è                    |
| 24                     | Jason Osborne (GER)         | 26è                    |
| 25                     | Edward Planckaert (BEL)     | 131è                   |
| 26                     | Jensen Plowright (AUS)      | 116è                   |
| 27                     | Fabio Van den Bossche (BEL) | 105è                   |

| Astana Qazaqstan Team AST | Astana Qazaqstan Team AST   | Astana Qazaqstan Team AST |
| ------------------------- | --------------------------- | ------------------------- |
| Núm                       | Ciclista                    | Pos                       |
| 31                        | Mark Cavendish (GBR) (ruta) | 89è                       |
| 32                        | Cees Bol (NED)              | 86è                       |
| 33                        | Dmitri Grúzdev (KAZ)        | 126è                      |
| 34                        | Aleksei Lutsenko (KAZ)      | 28è                       |
| 35                        | Davide Martinelli (ITA)     | 100è                      |
| 36                        | Javier Romo (ESP)           | 66è                       |
| 37                        | Harold Tejada (COL)         | 41è                       |

| Bahrain Victorious TBV | Bahrain Victorious TBV              | Bahrain Victorious TBV |
| ---------------------- | ----------------------------------- | ---------------------- |
| Núm                    | Ciclista                            | Pos                    |
| 41                     | Peio Bilbao López de Armentia (ESP) | 4t                     |
| 42                     | Nikias Arndt (GER)                  | 55è                    |
| 43                     | Matevž Govekar (SLO)                | 104è                   |
| 44                     | Fran Miholjević (CRO) (crono)       | 87è                    |
| 45                     | Wout Poels (NED)                    | 6è                     |
| 46                     | Johan Price-Pejtersen (DEN)         | 118è                   |
| 47                     | Phil Bauhaus (GER)                  | 103è                   |

| Bora-Hansgrohe BOH | Bora-Hansgrohe BOH     | Bora-Hansgrohe BOH |
| ------------------ | ---------------------- | ------------------ |
| Núm                | Ciclista               | Pos                |
| 51                 | Sam Bennett (IRL)      | 113è               |
| 52                 | Shane Archbold (NZL)   | 102è               |
| 53                 | Emanuel Buchmann (GER) | 9è                 |
| 54                 | Patrick Gamper (AUT)   | 64è                |
| 55                 | Ryan Mullen (IRL)      | 77è                |
| 56                 | Danny van Poppel (NED) | 79è                |
| 57                 | Ben Zwiehoff (GER)     | 8è                 |

| EF Education-EasyPost EFE | EF Education-EasyPost EFE       | EF Education-EasyPost EFE |
| ------------------------- | ------------------------------- | ------------------------- |
| Núm                       | Ciclista                        | Pos                       |
| 61                        | Andrey Amador Bikkazakova (CRC) | 39è                       |
| 62                        | Diego Camargo Pineda (COL)      | 50è                       |
| 63                        | Simon Carr (GBR)                | 52è                       |
| 64                        | Stefan de Bod (RSA)             | 11è                       |
| 65                        | Georg Steinhauser (GER)         | 22è                       |
| 66                        | Marijn van den Berg (NED)       | 63è                       |
| 67                        | Łukasz Wiśniowski (POL)         | 111è                      |

| Green Project-Bardiani CSF-Faizanè BCF | Green Project-Bardiani CSF-Faizanè BCF | Green Project-Bardiani CSF-Faizanè BCF |
| -------------------------------------- | -------------------------------------- | -------------------------------------- |
| Núm                                    | Ciclista                               | Pos                                    |
| 71                                     | Luca Colnaghi (ITA)                    | 112è                                   |
| 72                                     | Luca Covili (ITA)                      | 33è                                    |
| 73                                     | Riccardo Lucca (ITA)                   | 110è                                   |
| 74                                     | Filippo Magli (ITA)                    | 90è                                    |
| 75                                     | Alessandro Tonelli (ITA)               | 45è                                    |
| 76                                     | Enrico Zanoncello (ITA)                | 128è                                   |
| 77                                     | Samuele Zoccarato (ITA)                | 40è                                    |

| Groupama-FDJ GFC | Groupama-FDJ GFC          | Groupama-FDJ GFC |
| ---------------- | ------------------------- | ---------------- |
| Núm              | Ciclista                  | Pos              |
| 81               | Arnaud Démare (FRA)       | 85è              |
| 82               | Clément Davy (FRA)        | 70è              |
| 83               | Ignatas Konovalovas (LTU) | 68è              |
| 84               | Laurence Pithie (NZL)     | 84è              |
| 85               | Michael Storer (AUS)      | 12è              |
| 86               | Reuben Thompson (NZL)     | 44è              |
| 87               | Bram Welten (NED)         | 117è             |

| Ineos Grenadiers IGD | Ineos Grenadiers IGD     | Ineos Grenadiers IGD |
| -------------------- | ------------------------ | -------------------- |
| Núm                  | Ciclista                 | Pos                  |
| 91                   | Elia Viviani (ITA)       | 123è                 |
| 92                   | Kim Heiduk (GER)         | 74è                  |
| 93                   | Lucas Plapp (AUS) (ruta) | 2n                   |
| 94                   | Ben Swift (GBR)          | 48è                  |
| 95                   | Joshua Tarling (GBR)     | 49è                  |
| 96                   | Ben Tulett (GBR)         | 51è                  |
| 97                   | Cameron Wurf (AUS)       | 133è                 |

| Intermarché-Circus-Wanty ICW | Intermarché-Circus-Wanty ICW | Intermarché-Circus-Wanty ICW |
| ---------------------------- | ---------------------------- | ---------------------------- |
| Núm                          | Ciclista                     | Pos                          |
| 101                          | Louis Meintjes (RSA)         | 25è                          |
| 102                          | Julius Johansen (DEN)        | 58è                          |
| 103                          | Tom Paquot (BEL)             | 73è                          |
| 104                          | Simone Petilli (ITA)         | 47è                          |
| 105                          | Rein Taaramäe (EST) (crono)  | 19è                          |
| 106                          | Gerben Thijssen (BEL)        | 106è                         |
| 107                          | Boy van Poppel (NED)         | 107è                         |

| Israel-Premier Tech IPT | Israel-Premier Tech IPT     | Israel-Premier Tech IPT |
| ----------------------- | --------------------------- | ----------------------- |
| Núm                     | Ciclista                    | Pos                     |
| 111                     | Jakob Fuglsang (DEN)        | NP-5                    |
| 112                     | Itamar Einhorn (ISR) (ruta) | 125è                    |
| 113                     | Derek Gee (CAN) (crono)     | 43è                     |
| 114                     | Ben Hermans (BEL)           |                         |
| 115                     | Taj Jones (AUS)             | 108è                    |
| 116                     | Matthew Riccitello (USA)    | 17è                     |
| 117                     | Mads Würtz Schmidt (DEN)    | 36è                     |

| Jumbo-Visma TJV | Jumbo-Visma TJV          | Jumbo-Visma TJV |
| --------------- | ------------------------ | --------------- |
| Núm             | Ciclista                 | Pos             |
| 121             | Sepp Kuss (USA)          | 5è              |
| 122             | Thomas Gloag (GBR)       | 27è             |
| 123             | Michel Hessmann (GER)    | 42è             |
| 124             | Lennard Hofstede (NED)   | 94è             |
| 125             | Olav Kooij (NED)         | 119è            |
| 126             | Timo Roosen (NED)        | 59è             |
| 127             | Tosh Van der Sande (BEL) | 69è             |

| Lotto Dstny LTD | Lotto Dstny LTD           | Lotto Dstny LTD |
| --------------- | ------------------------- | --------------- |
| Núm             | Ciclista                  | Pos             |
| 131             | Caleb Ewan (AUS)          | 93è             |
| 132             | Thomas De Gendt (BEL)     | 60è             |
| 133             | Jarrad Drizners (AUS)     | 88è             |
| 134             | Jacopo Guarnieri (ITA)    | 81è             |
| 135             | Michael Schwarzmann (GER) | 109è            |
| 136             | Rüdiger Selig (GER)       | 97è             |
| 137             | Eduardo Sepúlveda (ARG)   | 29è             |

| Movistar Team MOV | Movistar Team MOV                  | Movistar Team MOV |
| ----------------- | ---------------------------------- | ----------------- |
| Núm               | Ciclista                           | Pos               |
| 141               | Fernando Gaviria Rendón (COL)      | 121è              |
| 142               | Juri Hollmann (GER)                | 71è               |
| 143               | Johan Jacobs (SUI)                 | 124è              |
| 144               | Oier Lazkano López (ESP)           | 91è               |
| 145               | Óscar Rodríguez Garaicoechea (ESP) | 23è               |
| 146               | Einer Rubio (COL)                  | 13è               |
| 147               | Albert Torres Barceló (ESP)        | 53è               |

| Team DSM DSM | Team DSM DSM               | Team DSM DSM |
| ------------ | -------------------------- | ------------ |
| Núm          | Ciclista                   | Pos          |
| 151          | Andreas Leknessund (NOR)   | 20è          |
| 152          | Tobias Lund Andresen (DEN) | NP-3         |
| 153          | Alexander Edmondson (AUS)  | 99è          |
| 154          | Frederik Madsen (DEN)      | NP-4         |
| 155          | Niklas Märkl (GER)         | 57è          |
| 156          | Harm Vanhoucke (BEL)       | 10è          |
| 157          | Sam Welsford (AUS)         | 115è         |

| Team Jayco AlUla JAY | Team Jayco AlUla JAY    | Team Jayco AlUla JAY |
| -------------------- | ----------------------- | -------------------- |
| Núm                  | Ciclista                | Pos                  |
| 161                  | Dylan Groenewegen (NED) | 101è                 |
| 162                  | Michael Hepburn (AUS)   | 61è                  |
| 163                  | Jan Maas (NED)          | 62è                  |
| 164                  | Luka Mezgec (SLO)       | 95è                  |
| 165                  | Blake Quick (AUS)       | 114è                 |
| 166                  | Elmar Reinders (NED)    | 78è                  |
| 167                  | Callum Scotson (AUS)    | 15è                  |

| Trek-Segafredo TFS | Trek-Segafredo TFS           | Trek-Segafredo TFS |
| ------------------ | ---------------------------- | ------------------ |
| Núm                | Ciclista                     | Pos                |
| 171                | Antonio Tiberi (ITA)         | 7è                 |
| 172                | Jon Aberasturi Izaga (ESP)   | 80è                |
| 173                | Marc Brustenga Masagué (ESP) | 75è                |
| 174                | Amanuel Gebrezgabihier (ERI) | 30è                |
| 175                | Asbjørn Hellemose (DEN)      | 32è                |
| 176                | Emīls Liepiņš (LAT) (ruta)   | 92è                |
| 177                | Antwan Tolhoek (NED)         | NP-6               |

| Tudor Pro Cycling Team TUD | Tudor Pro Cycling Team TUD     | Tudor Pro Cycling Team TUD |
| -------------------------- | ------------------------------ | -------------------------- |
| Núm                        | Ciclista                       | Pos                        |
| 181                        | Arvid de Kleijn (NED)          | 130è                       |
| 182                        | Sebastian Kolze Changizi (DEN) | 132è                       |
| 183                        | Miká Heming (GER)              | 72è                        |
| 184                        | Arthur Kluckers (LUX)          | 54è                        |
| 185                        | Rick Pluimers (NED)            | 76è                        |
| 186                        | Yannis Voisard (SUI)           | 21è                        |
| 187                        | Maikel Zijlaard (NED)          | 127è                       |

| UAE Team Emirates UAD | UAE Team Emirates UAD            | UAE Team Emirates UAD |
| --------------------- | -------------------------------- | --------------------- |
| Núm                   | Ciclista                         | Pos                   |
| 191                   | Adam Yates (GBR)                 | 3r                    |
| 192                   | Mikkel Bjerg (DEN)               | 35è                   |
| 193                   | Vegard Stake Laengen (NOR)       | 56è                   |
| 194                   | Brandon McNulty (USA)            | 14è                   |
| 195                   | Sebastián Molano Benavides (COL) | 129è                  |
| 196                   | Marc Soler i Giménez (ESP)       | 38è                   |
| 197                   | Jay Vine (AUS) (crono)           | NP-3                  |